# 明珠湾大桥 (广州)
明珠湾大桥是中国广东省广州市南沙区的一座桥梁，始于珠江街道万环西路，止于南沙街道英东大道。该桥工程全程约10.42公里，主桥长2.64公里，于2018年3月3日动工建设，2021年6月28日竣工通车，同年11月4日，其配套匝道工程完工通车。大桥的建成便利了当地居民交通，减少出行时间。

## 设计
该桥全线大致呈西南—东北走向。上跨珠江出海口龙穴南水道。工程全长约10.42公里，主线全长约9.1公里，主桥长2.64公里 。设计时速60公里每小时。采用双层桥面布置，主跨436米，主桥桥面宽度43.2米，上层双向八车道，两侧敷设人行道；下层两侧预留双向四车道，可抵御12级台风。总造价4,715,190,600人民币。亦是世界同类市政双层桥面三主桁钢桁拱桥中跨度最大、桥面最宽的桥梁，建设中使用218米拱—梁同步架设大悬臂亦创造同类工法记录。亦是首条连接南沙街道与万顷沙珠江街道的桥梁，两地车程由逾30分钟缩短至5—10分钟。

## 历史

### 前期
2017年12月，明珠湾大桥工程启动总承包招标，次年2月28日完成招标，同年9月14日，环境影响报告通过审批。

### 建设
2018年3月3日，明珠湾大桥工程正式开工建设。2018年12月，大桥就色彩涂装方案进行征求，公布银灰色、白色、白色红边、银灰蓝边、银灰红边、浅灰色、浅蓝色、中国红、国际橘方案，确定采用“中国红”涂装。2019年5月，大桥开始并完成首段钢梁架设，进入上部结构施工。2020年2月18日，由于疫情与春节假期影响暂停施工的大桥建设复工。2020年5月6日上午9时左右，大桥开始边跨合龙。9月，大桥吊完成吊索塔架安装，开始架设主跨钢梁大悬臂。次年2月3日，大桥完成最后一根钢梁杆件吊装，主桥合龙完成，开始桥面施工。2021年6月，明珠湾大桥实现贯通。

### 通车
2021年6月28日，广州市南沙区政府于明珠湾大桥桥面举办南沙区重大项目集中签约动工竣工（投产）暨明珠湾大桥通车活动，宣布明珠湾大桥桥面建成通车，并安排临近车企的数百台汽车通行。由于配套匝道工程并未建设完毕，延迟至7月8日开放半幅桥面供社会车辆限时限速通行，其匝道陆续于9月28日、11月4日开放通行。

## 外部連結
维基共享资源上的相關多媒體資源：明珠湾大桥